# Oscar von Gebhardt
Oscar Leopold von Gebhardt, född den 22 juni 1844 i Wesenberg i Estland, död den 9 maj 1906 i Leipzig, var en tysk teolog och biblioteksman. Han var kusin och fosterbror till Eduard von Gebhardt samt far till Peter von Gebhardt.
Oscar von Gebhardt blev 1884 bibliotekarie och 1891 avdelningsdirektor vid kungliga biblioteket i Berlin samt 1893 direktor för universitetsbiblioteket i Leipzig samt professor i bok- och skriftväsen där. Han är mest känd som utgivare av biblisk och fornkyrklig litteratur. Han utgav tillsammans med Harnack och Zahn de apostoliska fädernas skrifter på grundspråket (Patrum apostolicorum opera, 3 band, 1875–1878), besörjde från 1881 de nya upplagorna av Tischendorfs textedition av Nya testamentet och redigerade tillsammans med Harnack från 1882 samlingsverket Texte und Untersuchungen zur Geschichte der altchristlichen Literatur.